# Hets
|  | Aquest article tracta sobre la pel·lícula. Si cerqueu el poble indígena de l'Argentina, vegeu «Hets (pampes antics)». |

Hets és una pel·lícula sueca d'Alf Sjöberg, estrenada el 1944. És la primera pel·lícula que va interpretar Ingmar Bergman.

## Argument
Widgren, alumne d'institut idealista que somia a esdevenir escriptor, té per professor de llatí un ésser sàdic sobrenomenat Caligula per tots els alumnes. Un vespre Widgren es creua amb Bertha, la noia del despatx de tabac, èbria i desesperada. L'acompanya a casa seva i se n'enamora. Aquesta li explica amb paraules de doble sentit que és hostilitzada i és terroritzada per un misteriós home tirànic, que, diu, l'acabarà matant...

## Repartiment
- Stig Järrel: Caligula
- Alf Kjellin: Jan-Erik Widgren
- Mai Zetterling: Bertha Olsson
- Olof Winnertsrand: El director
- Gösta Cedurlund: Pippi
- Stig Olin: Sandman
- Jan Molander: Petterson
- Olav Riégo: Senyor Widgren
- Märta Arbin: Senyora Widgren
- Hugo Björne: El metge
- Anders Nyström: Bror Widgren
- Nils Dahlgren: el comissari
- Gunnar Björnstrand: el jove professor
- Carl-Olof Alm
- Curt Edgard
- Sten Gester
- Palle Granditsky
- Birger Malmsten
- Arn Ragneborn
- Ingmar Bergman

## Al voltant de la pel·lícula
- La pel·lícula és treta d'una novel·la de Bergman, inspirada en el seu últim any a l'institut. Bergman va treballar llavors per fer-ne la pel·lícula.
- La primera versió de la pel·lícula s'acabava a l'escena dels resultats del batxillerat: tots els estudiants són rebuts, a excepció de Wigdrem, que observa de l'exterior, sota un porxo. S'allunya sota la pluja i es veu Caligula, somrient com un vencedor a la finestra, fent-li signes d'adéu. En lloc d'aquest final, jutjada massa fosca, es va demanar a Bergman d'escriure'n un altre, més optimista. Tenint Sjöberg altres obligacions, és Bergman qui va rodar els últims plans.
- La pel·lícula evoluciona entre realisme i expressionisme la qual cosa augmenta el costat terroritzant de certes escenes, fent bolcar allò que és quotidià en el malson. El contrast és accentuat, el mal vaga en l'ombra, els decorats es fan aclaparadors.

## Premis
- 1946 Festival Internacional de Cinema de Cannes Palma d'Or per Alf Sjöberg